# ITV2
ITV2 è un'emittente televisiva britannica facente parte della società televisiva ITV Digital Channels Ltd.
L'emittente ha avviato i programmi il 7 dicembre del 1998 e trasmette in maniera gratuita 24 ore su 24 su piattaforme satellitari, via cavo, IPTV e terrestri.
Il canale, generalista, ha trasmesso diversi programmi di provenienza statunitense come i telefilm Gossip Girl e Entourage, oltre che diversi reality show e documentari. Ha vinto il premio "emittente dell'anno" ai Digital Channel Awards 2007 ed è stato nominato "Emittente non-terrestre dell'anno" al Festival Internazionale della Televisione a Edimburgo.